# Fratelli di San Giuseppe Benedetto Cottolengo
I fratelli di San Giuseppe Benedetto Cottolengo (in latino Congregatio Fratrum a Sancto Iosepho Benedicto Cottolengo) sono un istituto religioso maschile di diritto pontificio: i membri di questa congregazione laicale, detti popolarmente fratelli cottolenghini, pospongono al loro nome la sigla F.S.G.C.

## Storia

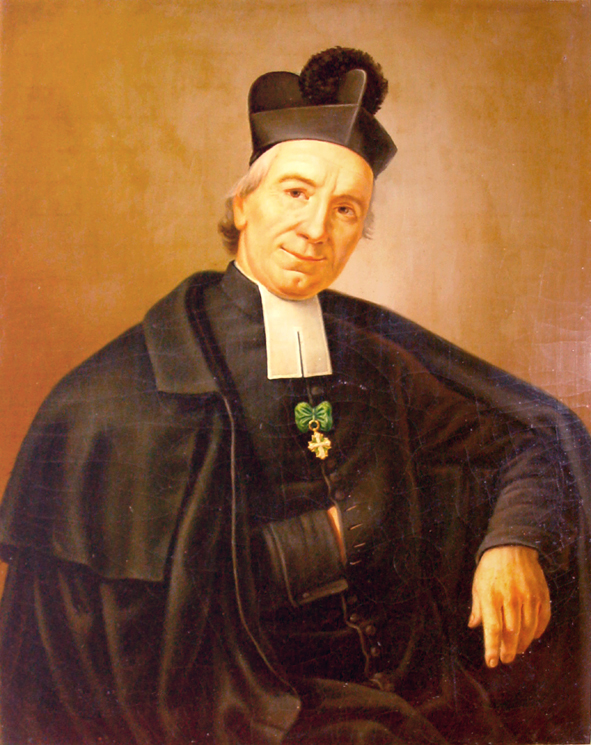
Giuseppe Benedetto Cottolengo

La congregazione deriva da quella dei fratelli di san Vincenzo de' Paoli, fondata nel 1833 da Giuseppe Benedetto Cottolengo (1786-1842) per il servizio infermieristico nei reparti maschili della Piccola Casa della Divina Provvidenza di Torino.
Il primo successore di Cottolengo, Luigi Anglesio, stese i primi regolamenti della fraternità ma, poiché questi non erano pienamente conformi alle intenzioni del fondatore, le costituzioni vennero nuovamente modificate nel 1883 da Domenico Bosso, successore di Anglesio, che curò la redazione di statuti più vicini allo spirito di Cottolengo.
Nel 1890 la comunità venne posta sotto la direzione di un sacerdote della Piccola Casa, al quale venne dato il titolo di prefetto; a questi venne poi affiancato un consiglio composto da cinque fratelli della compagnia. Nel 1948 la congregazione venne aggregata all'Ordine dei Frati Minori.
La congregazione venne eretta in istituto di diritto pontificio il 30 aprile 1965: l'anno successivo venne celebrato il capitolo generale che elesse il primo superiore proveniente dalla congregazione stessa e si ebbe la prima professione dei voti perpetui.

## Attività e diffusione
I fratelli si dedicano all'assistenza e alla cura dei malati: operano essenzialmente nell'ambito delle iniziative promosse dalla Piccola casa della Divina Provvidenza.
Oltre che in Italia, sono presenti in Ecuador, in Kenya e in India; la sede generalizia è a Torino.
Al 31 dicembre 2008 la congregazione contava 61 religiosi in 11 case.